# Quello che sono (singolo)
Quello che sono è un singolo di Pupo pubblicato nel 1989.
La canzone è inclusa nell'omonimo album ed è stata presentata sempre nello stesso anno all'undicesima edizione di Cantamare a Cefalù.

## Tracce
1. Quello che sono - 4:30